# Geneviève et Césaire de Poulpiquet

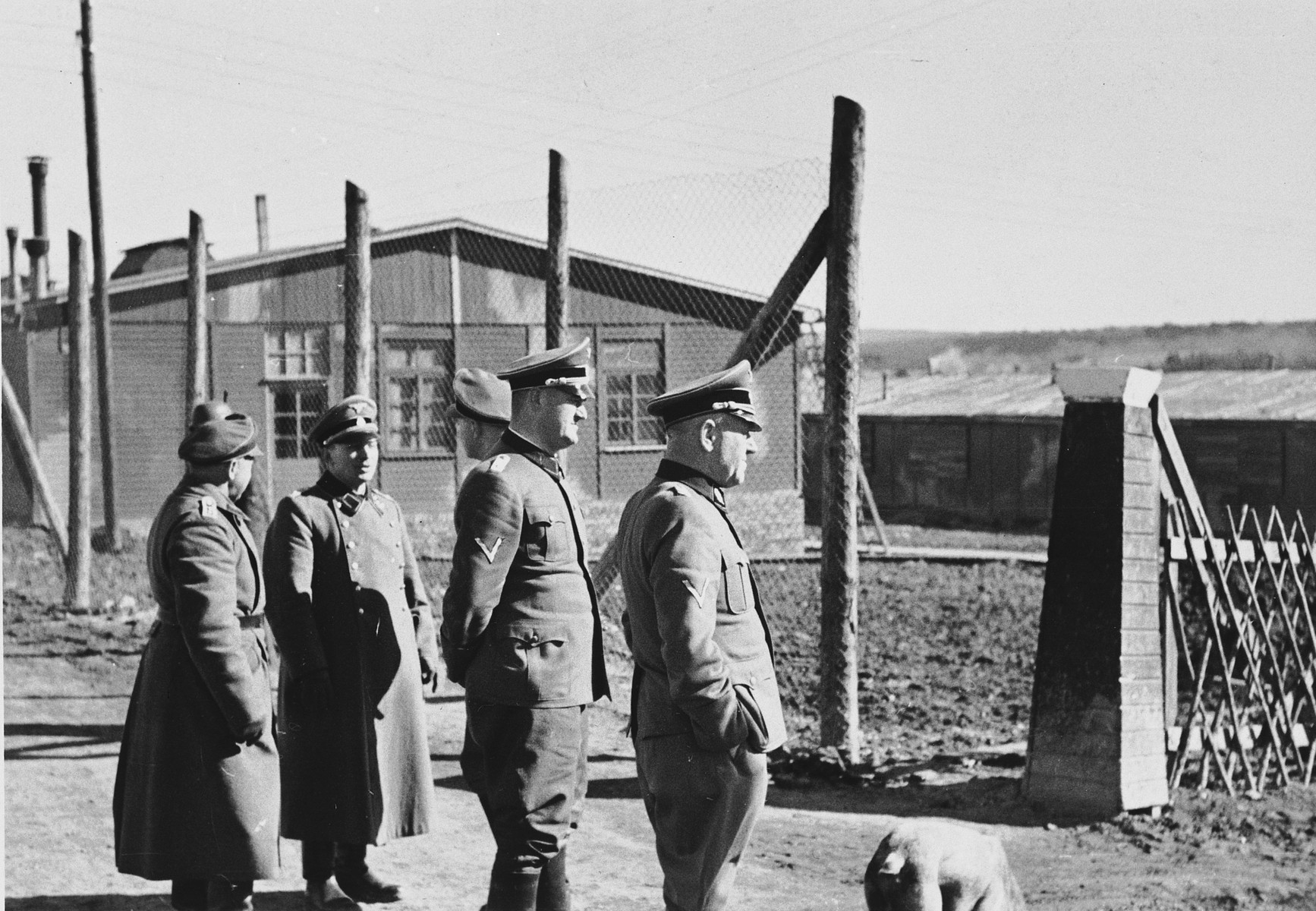
Groupe d'officiers SS autour du camp d'Hinzert.

Césaire Anne Jean de Poulpiquet de Brescanvel, né le 12 février 1903 à Quimper (Finistère) et sa femme Geneviève sont des résistants français pendant la Seconde Guerre mondiale. 

## Biographie
Césaire et Geneviève de Poulpiquet font partie du réseau Pat Line et hébergent dans ce cadre des aviateurs anglais et américains dans leur manoir de Treffry à Quéménéven.
Césaire de Poulpiquet est déporté NN en compagnie de Jean Crouan et de son voisin, Jean Hascoët et ses deux fils, le 1er juillet 1943, de Paris, gare de l'Est, et arrive à Hinzert le 3 juillet 1943 (matricule 6901).
Il décède le 5 août 1943 à Wittlich (Allemagne).
Son épouse Geneviève de Poulpiquet de Brescanvel (dont le pseudonyme au sein du réseau de résistance était Gilberte), échappe à l'arrestation : un voisin a pu la prévenir que les Allemands étaient en train d'arrêter son mari à son domicile.

## Distinction
Chacun des époux a reçu la médaille de la Résistance française :
- Médaille de la Résistance française (décret du 14 juin 1946 pour Geneviève de Poulpiquet ; décret du 25 mars 1957 pour Césaire de Poulpiquet)[9]

## Sources
- (en) Oliver Clutton-Brock, RAF evaders : the comprehensive story of thousands of escapers and their escape lines, Western Europe, 1940-1945, éd. Grub Street, 2009  (ISBN 190650217X), p. 82.
- Journal officiel, no 22, 27 janvier 1998.
- René Pichavant, Clandestins de l'Iroise : récits d'histoire, vol. II, éd. Morgane, 1982  (ISBN 2904374019), p. 70, 124-131 .
- La Bretagne dans la bataille de l'Atlantique, 1940-1945 : la stratégie du Bomber Command appliquée à la Bretagne, éd. Coop Breizh, 2003  (ISBN 2843461758), p. 129.